# Lessebo
Lessebo este un oraș în Suedia.

## Demografie
| \| Evoluția demografică a zonei urbane Lessebo, 1970–2015 \| Evoluția demografică a zonei urbane Lessebo, 1970–2015 \| Evoluția demografică a zonei urbane Lessebo, 1970–2015 \| Evoluția demografică a zonei urbane Lessebo, 1970–2015 \| Evoluția demografică a zonei urbane Lessebo, 1970–2015 \| \| --------------------------------------------------------------------------------------- \| ------------------------------------------------------ \| ------------------------------------------------------ \| ------------------------------------------------------ \| ------------------------------------------------------ \| \| An \| \| \| Locuitori \| \| \| 1970 \| 1970 \| \| 3.023 \| 3.023 \| \| 1975 \| 1975 \| \| 2.991 \| 2.991 \| \| 1980 \| 1980 \| \| 2.996 \| 2.996 \| \| 1990 \| 1990 \| \| 2.926 \| 2.926 \| \| 1995 \| 1995 \| \| 2.987 \| 2.987 \| \| 2000 \| 2000 \| \| 2.692 \| 2.692 \| \| 2005 \| 2005 \| \| 2.623 \| 2.623 \| \| 2010 \| 2010 \| \| 2.737 \| 2.737 \| \| 2015 \| 2015 \| \| 2.857 \| 2.857 \| \| Sursa: SCB - Statistika Centralbyrån, Folkmängden per tätort. Vart femte år 1960 - 2016 \| \| \| \| \| |      |  |           |       |
| Evoluția demografică a zonei urbane Lessebo, 1970–2015 |      |  |           |       |
| An |      |  | Locuitori |       |
| 1970 | 1970 |  | 3.023     | 3.023 |
| 1975 | 1975 |  | 2.991     | 2.991 |
| 1980 | 1980 |  | 2.996     | 2.996 |
| 1990 | 1990 |  | 2.926     | 2.926 |
| 1995 | 1995 |  | 2.987     | 2.987 |
| 2000 | 2000 |  | 2.692     | 2.692 |
| 2005 | 2005 |  | 2.623     | 2.623 |
| 2010 | 2010 |  | 2.737     | 2.737 |
| 2015 | 2015 |  | 2.857     | 2.857 |
| Sursa: SCB - Statistika Centralbyrån, Folkmängden per tätort. Vart femte år 1960 - 2016 |      |  |           |       |